# Blenina accipiens
Blenina accipiens är en fjärilsart som beskrevs av Walker 1857. Blenina accipiens ingår i släktet Blenina och familjen trågspinnare. Inga underarter finns listade i Catalogue of Life.